# Aftermath (film, 2021)
Pour les articles homonymes, voir Aftermath.
Pour plus de détails, voir Fiche technique et Distribution.
Aftermath (littéralement « Conséquences ») est un thriller américain coproduit et réalisé par Peter Winther, sorti en 2021. Il s'agit de l'adaptation d'un fait réel sur un couple ayant emménagé, en 2011, dans une propriété dans le banlieue de San Diego et, peu de temps après, ont reçu une lettre menaçante des personnes qui leur avaient proposé d'acheter la propriété.

## Synopsis
Un jeune couple (Ashley Greene et Shawn Ashmore) fait tout pour rester ensemble, en voyant une psychologue spécialisé des couples. Pour mieux fonctionner leur relation, ils achètent une grande maison au prix au-dessus de leurs moyens. Cette maison cache un lourd passé…

## Fiche technique
Sauf indication contraire, les informations mentionnées dans cette section peuvent être confirmées par la base de données cinématographiques IMDb,  présente dans la section « Liens externes ».
- Titre original et français : Aftermath
- Réalisation : Peter Winther
- Scénario : Dakota Gorman, d'après son histoire avec Peter Winther
- Musique : Sacha Chaban
- Décors : Travis Zariwny
- Photographie : Tom Camarda
- Montage : Robin Gonsalves
- Production : James Andrew Felts, Rick Sasner, Lars P. Winther et Peter Winther
- Production déléguée : Nicholas Cafritz, Luke Daniels, Alan Pao et Robert Reed Peterson
- Production associée : Dwjuan F. Fox
- Sociétés de production : Motion Picture Exchange[1], RiverRun Entertainment et Winther Brothers Entertainment
- Société de distribution : Netflix
- Pays de production :  États-Unis
- Langue originale : anglais
- Format : couleur
- Genres : horreur ; drame, énigme, thriller
- Durée : 114 minutes
- Date de sortie :
  - Monde : 4 août 2021

## Distribution
- Ashley Greene (VF : Edwige Lemoine) : Natalie Dadich
- Shawn Ashmore (VF : Damien Witecka) : Kevin Dadich
- Sharif Atkins (VF : Eilias Changuel) : le lieutenant Richardson
- Britt Baron (VF : Ève Reinquin) : Dani
- Diana Hopper (VF : Pascale Mompez) : Avery
- Jamie Kaler (VF : Yann Sundberg) : Dave
- Travis Coles (VF : Jean-Louis Tilburg) : Garrett
- Susan Walters (VF : Ariane Deviègue) : Farrah
- Ross McCall (VF : Bertrand Nadler) : Nick Scott
- Paula Garcés (VF : Stéphanie Lafforgue) : Claudia
- Sandra Prosper (VF : Brigitte Aubry) : Anne Levin
- Juliette Jeffers (VF : Annie Milon) : Dr Sasner
- Alexander Bedria (VF : Mario Bastelica) : Robert
- Soraya Kelley (VF : Mélissa Berard) : Sarena
- Jessica Winther (VF : Emmanuelle Bodin) : la professeur

 Source et légende : version française (VF) sur RS Doublage

## Production
En juillet 2019, on annonce que la société Winther Brothers Entertainment a engagé Ashley Greene et Shawn Ashmore pour son premier long métrage, ainsi que Motion Picture Exchange, ayant acquis les droits mondiaux  du film, et River Run Entertainment sont coproducteurs.
Le tournage a lieu dans le quartier de Tarzana, à Los Angeles (Californie), où se trouve la nouvelle maison du couple Natalie et Kevin Dadich.

## Accueil
Le film est diffusé le 4 août 2021 sur la plateforme Netflix.